# Bataille de Palmyre (décembre 2016)
Pour les articles homonymes, voir bataille de Palmyre.
Guerre civile syrienne
Batailles
La troisième bataille de Palmyre a lieu du 8 au 11 décembre 2016 lors de la guerre civile syrienne. Elle s'achève par la victoire des djihadistes de l'État islamique et la prise de la ville de Tadmor sur les troupes du régime syrien.

## Prélude
Conquise en mai 2015 par l'État islamique, la ville de Tadmor — plus connue sous son nom antique de Palmyre — avait été reprise en mars 2016 par l'armée arabe syrienne et les milices chiites pro-iraniennes avec le soutien de la Russie,. Cependant les forces loyalistes ne poursuivent pas leur progression sur ce front et dans les mois qui suivent, la garnison de Palmyre — constituée de troupes de l'armée syrienne et des Forces de défense nationale — reste isolée dans cette région désertique. Les postes avancés loyalistes, établis à 15 ou 20 kilomètres de la ville, sont régulièrement la cible d'attaque. En mai, les djihadistes parviennent brièvement à couper la route de Homs et à encercler Palmyre,
. Le 12 juillet 2016, un petit groupe de combattants de l'EI parvient même à mener une incursion jusqu'à l'intérieur de la ville avant d'être repoussé.

## Forces en présence

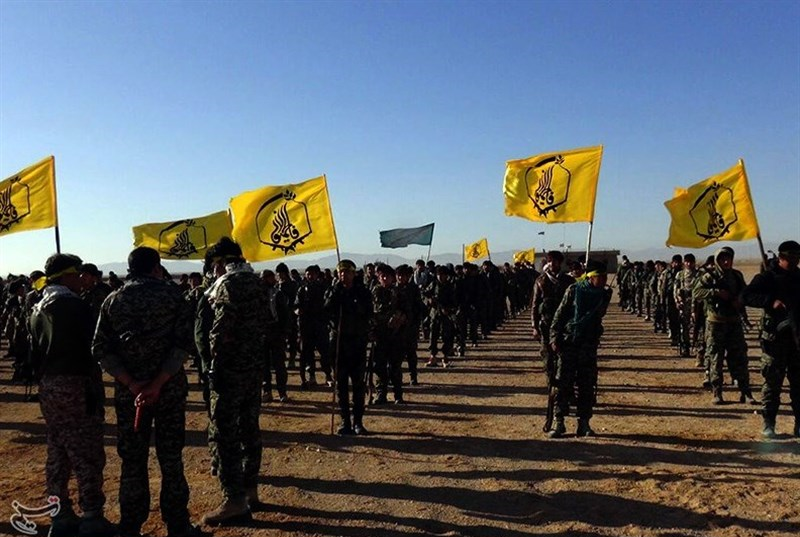
Soldat loyaliste des Forces de Defense National

Les forces loyalistes à Palmyre rassemblent des miliciens des Forces de défense nationale, des soldats des 11e et 18e divisions blindées, ainsi que quelques éléments de la Forces du Tigre et d'autres milices : Fawj Maghawir al-Badiya, Quwat Dir’ al-Amn al-Askari, le Liwa al-Imam al-Mahdi — formé par le Hezbollah —, as-Saima, Zanubiya, Cœur de Syrie, les forces ash-Sheikh Souleyman et surtout la Division des Fatimides,,. Quelques dizaines de militaires russes sont également présents, ainsi que des éléments du Liwa Zainebiyoun et des Brigades de l'imam Ali. Al-Masdar News, un média pro-régime syrien, donne initialement une estimation d'environ mille soldats et miliciens pour assurer la défense de Palmyre, mais il rehausse ensuite ce nombre à plus de 3 000, avec 1 800 miliciens syriens, 1 200 miliciens afghans, 150 soldats de la Force du Tigre, plus les troupes de l'armée régulière dont le nombre n'est pas précisé. De son côté, Moscou affirme que 4 000 djihadistes participent aux combats,,. Cependant pour Stéphane Mantoux, agrégé d'histoire et spécialiste du conflit syrien, ce nombre serait très exagéré, d'autres sources ne faisant mention que de quelques centaines de combattants. Il indique également que selon les déclarations d'un soldat syrien rescapé de la bataille, la garnison atteignait jusqu'à 3 650 hommes — dont 1 200 Afghans de la Division des Fatimides, 1 200 miliciens et 650 soldats de la Force du Tigre — et que contrairement aux déclarations de Moscou et du régime, le camp loyaliste avait donc très certainement la supériorité numérique lors de la bataille.

## Déroulement

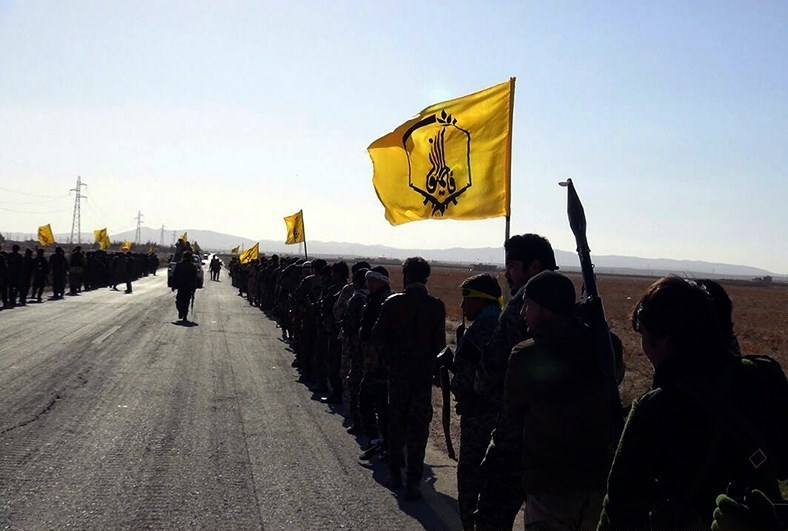
Des miliciens chiites afghans de la Division des Fatimides, à Palmyre, le 10 décembre 2016.

Le 8 décembre 2016, l'État islamique lance son offensive. Le premier jour, les djihadistes s'emparent de la localité d'Huwaysis, à 62 kilomètres au nord-ouest de Palmyre. Puis ils s'emparent de sept check-points pro-régime, ainsi que de l'ancienne forteresse romaine de Khan Khalabat, à 27 kilomètres de Palmyre. Ils mènent des attaques simultanées contre les champs pétroliers et gaziers de Mahr et Chaar, tuent au moins 34 soldats et miliciens, et arrivent à moins de quatre kilomètres de la ville de Palmyre,,.
Les sites gaziers et pétroliers sont conquis par l'EI qui fait aussitôt acheminer des camions-citernes. Plusieurs d'entre eux sont pris pour cible au cours de la nuit du 8 au 9 décembre par la coalition menée par les États-Unis qui revendique la destruction de 168 camions-citernes.
Le 9 décembre, l'EI poursuit sa progression, les djihadistes tuent 15 soldats et miliciens loyalistes dans une embuscade près du champ pétrolier de Mahr, ils s'emparent du village de Jazal, au nord-ouest de Palmyre, et arrivent aux portes de la ville,.
Le 10 décembre, l'État islamique attaque les deux principales positions défensives du régime : les silos, à l'est de Palmyre, et la montagne al-Tar, au nord-ouest, défendue par 500 hommes de la Force du Tigre et des troupes de la 18e division. Aux silos, les djihadistes envoient un char lourd conduit par un kamikaze et chargé de 10 tonnes d'explosifs. L'explosion est dévastatrice et provoque la déroute des miliciens de la Division des Fatimides et des soldats syriens. Les djihadistes attaquent ensuite la montagne al-Tar avec des VBIED, deux chars, des pièces d'artillerie et des mortiers. Une partie des Forces du Tigre fuit dès le début du combat, le reste des troupes loyalistes résiste plus longuement mais la 18e division finit par battre en retraite vers la base aérienne de Tiyas, après avoir perdu ses deux chars. L'État islamique revendique alors la prise des monts al-Tar et Antara.
La base aérienne de Tiyas, située entre Palmyre et Homs, est également assaillie. Un MiG-23 syrien s'écrase à Hayyan, le régime syrien évoque « un incident technique », tandis que l'EI affirme avoir abattu l'appareil,.

Offensive de l'État islamique au cours de la bataille.
Zone contrôlée par l'État islamique
Zone contrôlée par le régime syrien et ses alliés
Zone contrôlée par les rebelles

Les djihadistes entrent ensuite dans la ville de Tadmor par le nord-ouest et les combats se portent jusque dans le centre-ville,. À 17 heures, les soldats russes détruisent le principal dépôt d'armes pour éviter qu'il ne tombe aux mains des djihadistes,. L'armée syrienne annonce alors l'envoi de renforts. Mais dans la soirée, les djihadistes s'emparent de presque toute la ville, les loyalistes ne résistant alors que dans les quartiers sud,. La plupart des civils — 80 % des habitants selon le gouverneur de la province de Homs, Talal al-Barazi — sont évacués pendant la nuit par l'armée syrienne vers Homs,.
À la fin de la journée, la majeure partie des forces loyalistes est en déroute, le reste établit ses dernières lignes de défense à l'intérieur de la ville. L'aviation russe intervient alors dans la nuit du 10 au 11 décembre en menant 64 frappes aériennes,. Une centaine de soldats syriens soutenus par deux chars tentent alors de reprendre position aux silos, mais l'explosion d'un nouveau VBIED leur cause encore des pertes. À l'aube, les hommes de l'EI se retirent de la ville à cause des bombardements russes,. Mais après quelques heures, les djihadistes repartent à l'assaut, s'emparent du château Qalat ibn Maan et pénètrent de nouveau dans la ville par le nord,. Vers midi, Palmyre est entièrement reprise par l'État islamique,,,,. Les djihadistes prennent également le contrôle de l'aéroport et des champs d’hydrocarbures environnants,.
Les troupes du régime syrien quittent Tadmor par le sud. Au cours de la retraite, elles se retrouvent encerclées par les djihadistes mais leur général parvient à contacter la base aérienne de Tiyas qui dépêche six hélicoptères russes Mi-28 qui permettent aux loyalistes de s'échapper.

## Suites
Les troupes syriennes se replient vers l'ouest et établissent une nouvelle ligne de défense à cinq kilomètres de la ville, mais cette dernière est rapidement balayée,,. Le 12 décembre, les djihadistes s'emparent du champ gazier de Hayan, au sud-ouest de Palmyre, et attaquent la base aérienne T4 à Tiyas, 50 kilomètres à l'ouest,. Cependant à Tiyas, la tentative d'encerclement de la base T4 échoue et les attaques djihadistes sont contenues.
Le 15 décembre, la coalition bombarde des positions de l'EI près de l'aéroport de Palmyre et revendique la destruction de 14 chars et d'un système de défense aérienne. L'OSDH donne de son côté un bilan de 38 morts parmi les djihadistes.
Le 7 ou le 8 janvier 2017, l'État islamique détruit complètement la centrale de gaz de Hayyan, cette dernière fournissait environ le tiers de l'électricité de la Syrie.
Le 19 janvier 2017, l'État islamique exécute au moins 12 personnes à Palmyre selon l'OSDH. Quatre fonctionnaires et enseignants sont décapités près du musée, tandis que quatre rebelles et quatre soldats sont abattus, pour certains dans l'ancien théâtre romain.
Le même jour, sur le site antique, les djihadistes détruisent le Tétrapyle et endommagent la façade du théâtre romain.

## Pertes
Le 9 décembre, l'Observatoire syrien des droits de l'homme (OSDH) déclare qu'au moins 49 soldats et miliciens du régime ont été tués dans les combats,. Dans la journée du 10 décembre, des sources hospitalières citées par Le Monde font état d'au moins 85 morts dans les rangs loyalistes. De son côté Al-Masdar News donne le même jour un bilan de 100 morts, 200 blessés et 30 disparus dans les rangs de l'armée syrienne et des Forces de défense nationale. Le 10 décembre, l'OSDH hausse également son bilan à au moins 100 morts côté régime. L'EI filme également quatre prisonniers et revendique la mort de 260 soldats syriens. Moscou revendique de son côté la mort de 300 djihadistes et la destruction de 11 chars et 31 véhicules après ses frappes aériennes, au matin du 11 décembre. Après la prise de la ville le 11 décembre, l'OSDH affirme qu'au moins 120 soldats et miliciens loyalistes ont été tués, ainsi que plusieurs dizaines de djihadistes,. L'agence Amaq donne également un bilan de 120 morts côté loyaliste et affirme que de l'État islamique a capturé 30 chars de fabrication russe,. Le 12 décembre, Amaq porte le bilan à 352 morts et 22 prisonniers du côté des forces loyalistes et affirme que 44 chars, 7 blindés BMP, 7 canons et 14 pick-up armés ont été capturés,. Selon l'OSDH, quatre civils, dont deux enfants, sont tués le 12 décembre et huit miliciens sont exécutés. Selon des documents de l'État islamique étudiés par Le Monde, 26 chars, 13 pièces d’artillerie et 5 systèmes sol-air de défense aérienne tombent aux mains des djihadistes. 
L'Iran reconnaît également la mort de deux officiers du Corps des Gardiens de la révolution islamique, chargés d'encadrer les milices chiites : un capitaine nommé Ahmad Jalali-Nasab et le brigadier-général Hassan Akbari.

### Vidéographie
- [vidéo] « Palmyra: Inside Syria's ancient city desecrated by war », sur youtube, Channel 4 News, 28 mai 2018.